# Outrage! Is Now
Outrage! Is Now — третий студийный альбом канадского рок-дуэта Death From Above 1979, выпущенный 8 сентября 2017 года на лейбле Last Gang Records и спродюсированный Эриком Валентайном.

## Запись
Группа начала сочинять новый материал вскоре после выпуска своего второго альбома The Physical World в 2014 году. Дуэт рассматривал возможность самостоятельной записи и продюсирования альбома, а также движения в более упрощенном панк-направлении, похожем на их первую запись, однако по мере развития песен они решили, что это неправильное направление. Поскольку участники живут в разных городах, процесс написания происходил без живой связи, и они делились своими идеями друг с другом дистанционно. Дуэт почувствовал, что они принадлежат сами себе, а не фанатам, и могут снова писать материал, соответствующий большим сценам, на которых они выступают. Группа наняла продюсера Эрика Валентайна, впечатлённого его разнообразными продюсерскими проектами, включая Smash Mouth, Third Eye Blind и Queens of the Stone Age. Группа посчитала, что работа с ним позволит ей вырваться из зоны комфорта и не повторить звучание своих первых двух альбомов.
На песни для альбома повлияли события из их жизни. Например, песня «Moonlight» рассказывает о Себастьяне Грейнджере, на которого напали во время тура. В песне «Never Swim Alone» есть отсылки к American Idol.

6 июня 2017 года группа выпустила первый сингл с альбома — «Freeze Me». Альбом был официально анонсирован 15 августа, одновременно с выпуском сингла «Never Swim Alone». Тогда же группа заявила:
Запись во многом является результатом окружающей среды и опыта последних пяти лет. Если бы у нас не было борьбы, жизнь была бы чертовски скучной. Эти песни — манифест против скуки.

## Обложка
Обложка альбома является отсылкой к плакату «WAR IS OVER! If You Want It» (с англ. — «ВОЙНА ЗАКОНЧЕНА! Если вы этого хотите»), распространённому Джоном Ленноном и Йоко Оно в рамках рекламной кампании их сингла «Happy Xmas (War Is Over)».

## Критика
| Совокупная оценка    | Совокупная оценка |
| Источник             | Оценка            |
| -------------------- | ----------------- |
| Metacritic           | 65/100            |
| Оценки критиков      |                   |
| Источник             | Оценка            |
| AllMusic             | [ 2 ]             |
| Clash                | [ 3 ]             |
| Classic Rock         | [ 4 ]             |
| Consequence of Sound | C                 |
| The Independent      | [ 6 ]             |
| The Line of Best Fit | [ 7 ]             |
| Pitchfork Media      | 7.3/10            |
| Tiny Mix Tapes       | [ 9 ]             |

Альбом получил в целом положительные отзывы от музыкальных критиков. На Metacritic альбом получил средний балл 65 на основе 16 обзоров. Некоторые из самых положительных рецензентов считают альбом лучшим на сегодняшний день, однако другие считают, что альбом сыроват по сравнению с их дебютом. Журнал Clash похвалил группу за уход от звучания их первых двух записей.

## Список композиций
| №                   | Название            | Длительность |
| ------------------- | ------------------- | ------------ |
| 1.                  | «Nomad»             | 4:10         |
| 2.                  | «Freeze Me»         | 3:18         |
| 3.                  | «Caught Up»         | 4:30         |
| 4.                  | «Outrage! Is Now»   | 3:32         |
| 5.                  | «Never Swim Alone»  | 2:34         |
| 6.                  | «Moonlight»         | 3:10         |
| 7.                  | «Statues»           | 4:36         |
| 8.                  | «All I C Is U & Me» | 3:00         |
| 9.                  | «NVR 4EVR»          | 3:50         |
| 10.                 | «Holy Books»        | 3:49         |
| Общая длительность: | Общая длительность: | 36:34        |

## Участники записи
| Death from Above 1979 - Джесси Ф. Килер — бас-гитара, клавишные, бэк-вокал - Себастьян Грэйнджер — вокал, ударные, перкуссия Производство - Эрик Валентайн — клавишные, продюсер, мастеринг |

## Чарты
| Чарт (2017)                     | Позиция |
| ------------------------------- | ------- |
| Канада (Canadian Albums Chart)  | 20      |
| США (Billboard Top Album Sales) | 59      |